# La Garance
 (septembre 2024).
La Garance est une scène nationale située à Cavaillon, dans le Vaucluse. En tant que telle, elle s'affirme comme lieu de production artistique de référence nationale. Elle s'inscrit notamment dans l'organisation de la diffusion et de la confrontation de formes artistiques en privilégiant la création contemporaine. Elle participe au développement culturel de sa ville et de son territoire.

## Historique
En 1982, la municipalité de Cavaillon décide d'aménager un complexe administratif et culturel en périphérie du centre ville. Lors de son inauguration en 1984, Yolande Padilla est nommée directrice de ce nouveau « Centre culturel de Cavaillon et de Vaucluse ». Par la suite, le centre culturel obtient le label de scène nationale en 1991 par le biais d'une convention entre le Ministère de la Culture et la ville de Cavaillon. Le projet de la décentralisation culturelle est en marche,.

## L'association
En tant qu'association, la Garance ne propose pas seulement des spectacles dans ses locaux, rue du Languedoc, mais également dans d'autres théâtres par le biais des « Nomades ». À travers ses missions de scène nationale, La Garance met en scène du théâtre, de la danse, de la musique, des arts de la rue, du cirque, des arts interdisciplinaires, des spectacles jeunes publics. La programmation est ouverte sur la création, la production et la diffusion d’œuvres accessibles au plus grand nombre. Il y a une volonté de créer du lien avec le public, à travers des actions de fidélisation, ainsi qu'autour des moments de convivialité, où tout le monde peut se retrouver après une représentation pour en discuter.
La Garance n'omet pas d'inclure dans sa programmation des artistes régionaux.
Enfin, l'association met également à disposition des stages et ateliers de tous niveaux afin de toujours aider au développement culturel de ses publics.

## L'équipe
Direction: 
- Jean-Michel Gremillet (?-2014)
- Didier Le Corre[5] (2014-2021)
- Chloé Tournier[6] (2021-...)

## Pour en savoir plus